# Cascade Piscina Irgas
 (février 2020).
La cascade Piscina Irgas est située dans la municipalité sarde de Villacidro, dans la province de Sud-Sardaigne. Elle est située presque à la frontière avec le territoire de Domusnovas, entouré de sommets qui atteignent presque 700 m de haut. Elle représente l'une des cascades les plus célèbres du territoire municipal de Villacidro avec celle de Sa Spendula et Muru Mannu (ou grand mur) en sarde. 

## Géographie physique
La cascade a un saut d'environ 45 m, né d'un ravin de la piscine d'Irgas qui traverse tout le plateau d'Oridda et qui, coulant, descend toute la vallée jusqu'à fusionner avec le Rio Leni. Avec son jet, clairement visible en hiver, après des pluies abondantes et abondantes, il crée une série de mares d'eau naturelles sur presque tout le chemin de la rivière Oridda. 

## Faune
Dans toute la zone montagneuse, il est possible de rencontrer des cerfs, des sangliers et dans les zones les plus imperméables et les plus hautes les mouflons. 

## Galerie d'images

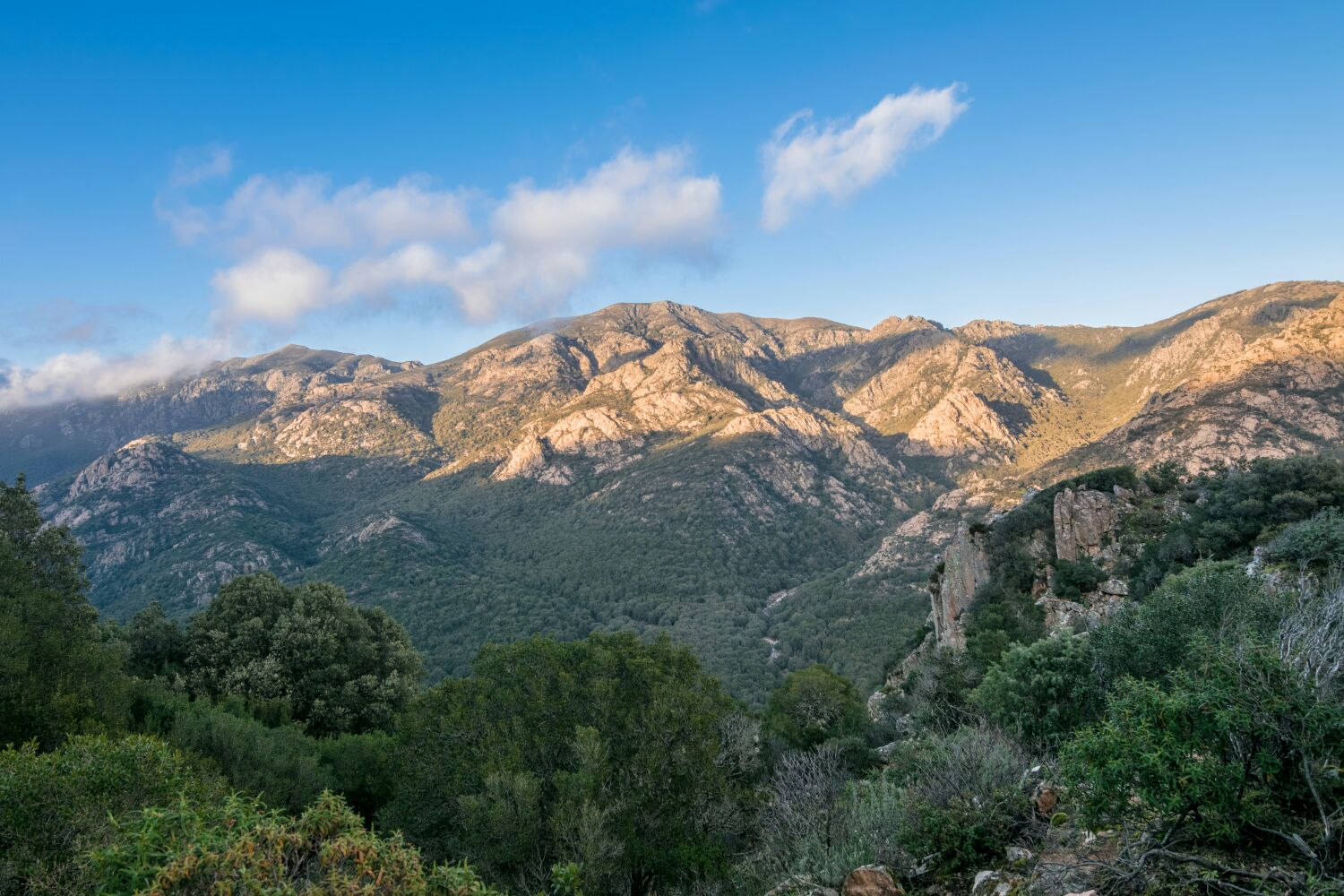
Vue éloignée du Monte Linas depuis Punta Piscina Irgas
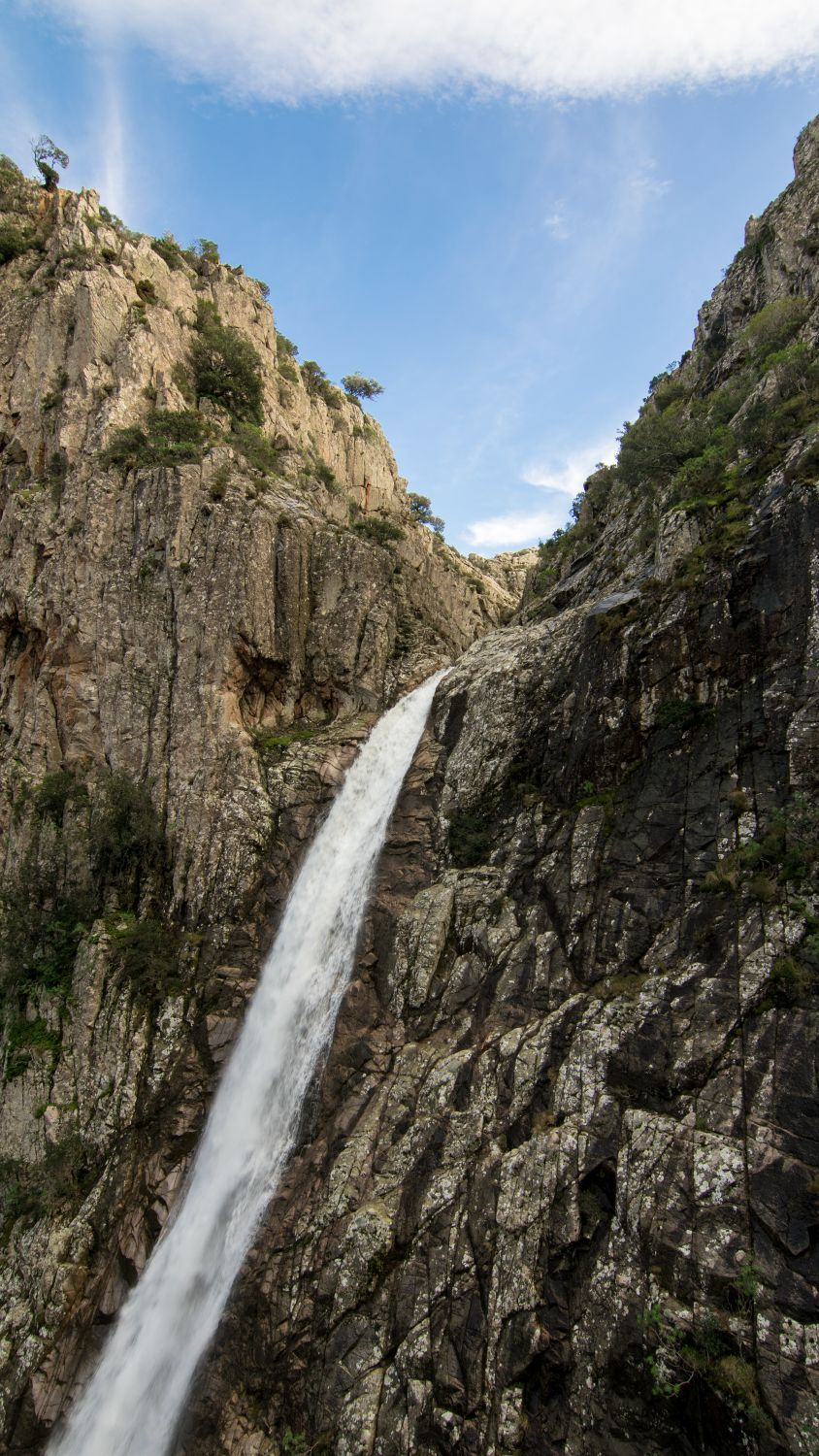
La cascade
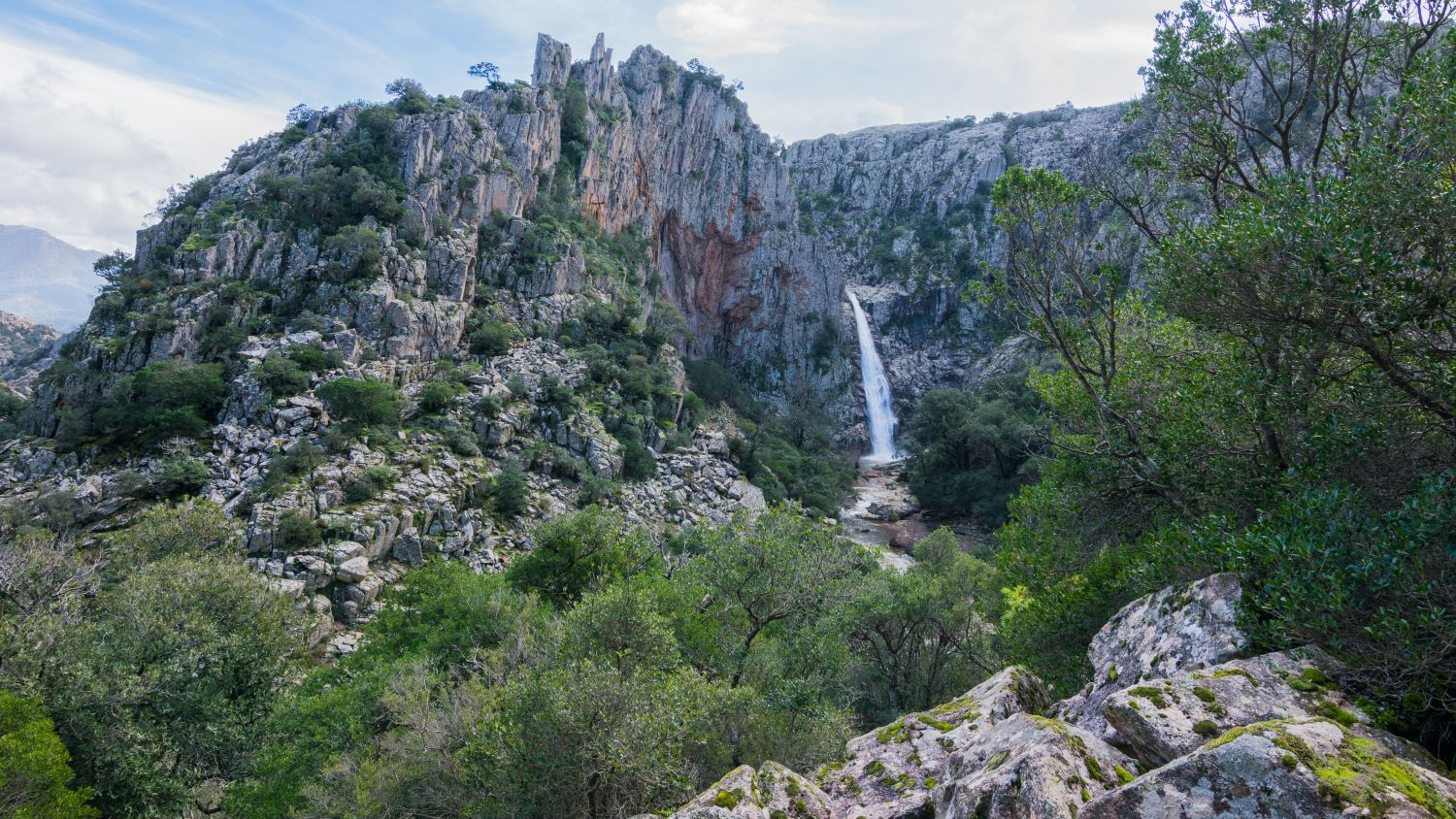
Piscine d'Irgas en pleine nature
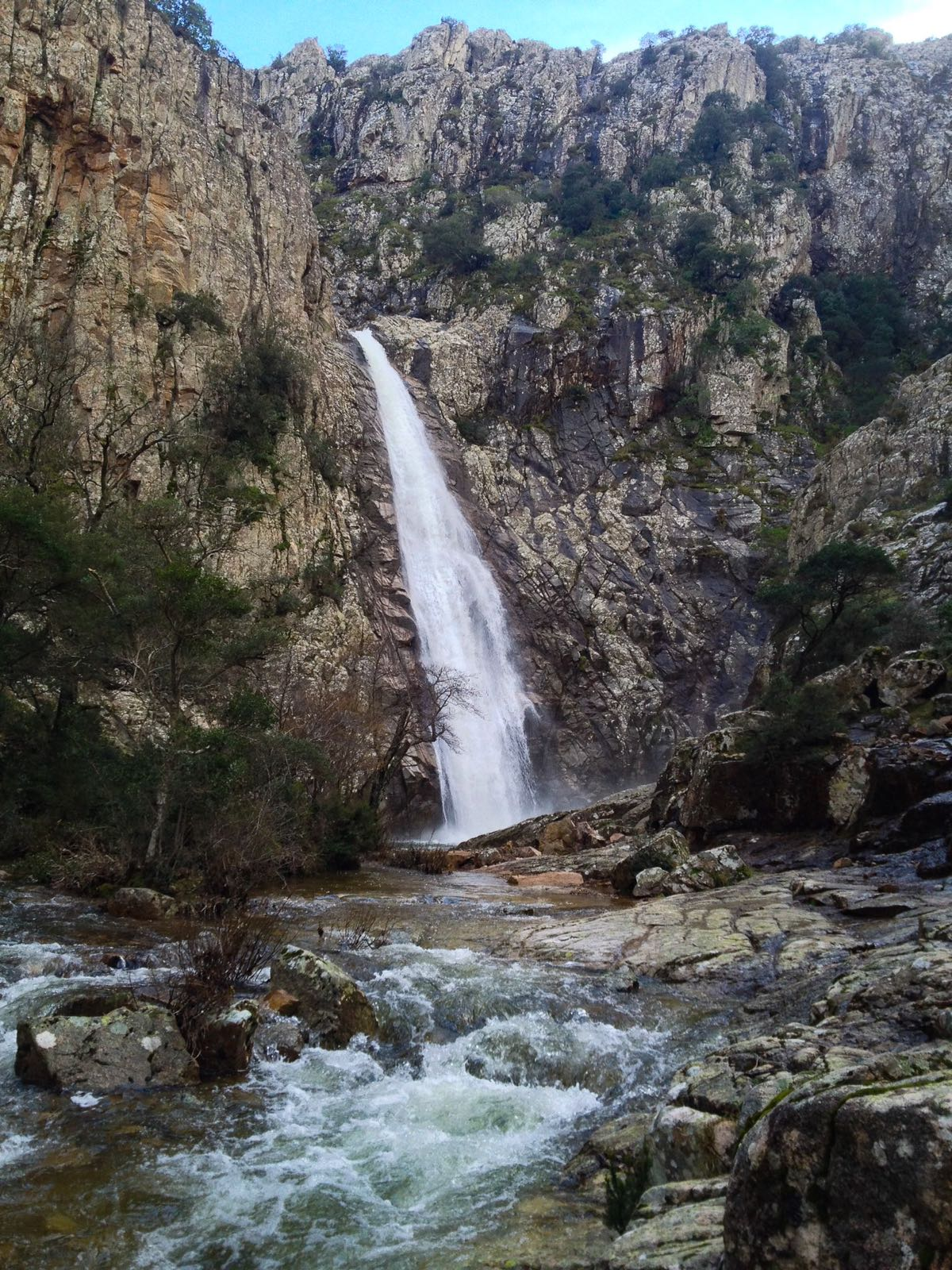
Le cours d'eau généré par la cascade Piscina Irgas

## Articles associés
- Villacidro